# هوگو آلسانتارا
هوگو آلسانتارا بازیکن فوتبال اهل برزیل است